# Sabantuj

Sabantuj w Rosji

Sabantuj (święto pługa) – tatarskie i baszkirskie święto ludowe. Obchodzone jest po zakończeniu wiosennych prac polowych, ma charakter pikniku rodzinnego oraz sportowego w czasie którego odbywają się między innymi: przeciąganie liny, tradycyjne zapasy kyrysz, bitwa na równoważni, rzucanie podkową, wspinanie się po słupie itp. Tradycja obchodzenia Sabantuju ma ponad tysiąc lat i wywodzi się z czasów przedislamskich. 
W Polsce w czerwcu 2007 podlascy Tatarzy w Kruszynianach zorganizowali sabantuj po raz pierwszy od ponad stu lat. Wzięło w nim udział ponad 150 osób. Od tego czasu jest on tam organizowany. Kruszyniański Sabantuj tradycyjnie zaczyna się modlitwą o pokój i sprawiedliwość na świecie w zabytkowym meczecie. 